# HD 179433
HD 179433 eller HR 7281, är en ensam stjärna belägen i södra delen av stjärnbilden Södra kronan. Den har en skenbar magnitud av ca 5,91 och är svagt synlig för blotta ögat där ljusföroreningar ej förekommer. Baserat på parallax enligt Gaia Data Release 3 på ca 9,91 mas beräknas den befinna sig på ett avstånd av ca 329 ljusår (ca 101 parsec) från solen. Den rör sig närmare solen med en heliocentrisk radialhastighet av ca -35 km/s. Stjärnan minskas på dess nuvarande avstånd i ljusstyrka genom skymning av interstellärt stoft med 0,22 magnitud och den har en absolut magnitud på +1,11.

## Egenskaper
HD 179433 är en gul jättestjärna av spektralklass G8 III, som anger att den är en utvecklad röd jätte. Den har en massa av ca 2,5 solmassor, en radie av ca 8,3 solradier och utsänder energi från dess fotosfär motsvarande ca 43 gånger solen vid en effektiv temperatur av ca 5 100 K. Den har en metallicitet med en järnhalt nära solens med [Fe/H] = -0,0004. och den roterar långsamt med en projicerad rotationshastighet av 2,9 km/s.